# Udarac iz kuta
Udarac iz kuta (Zvonimir Magdić predlaže naziv kutnik) (ili korner; eng. corner) je u nogometu vrsta prekida, tj. način nastavljanja igre; ubacivanje lopte nogom s mjesta gdje se sijeku uzdužna i popriječna crta igrališta. Na sjecištu uzdužne i poprečne crte stoji kutna (korner) zastavica, a lopta prilikom izvađanja udarca iz kuta stavlja se na kružni luk između te dvije crte. Udarac iz kuta dosuđuje se kada lopta prođe preko popriječne crte igrališta, na tlu ili po zraku, ako je kao posljednjeg dodirnula igrača ekipe (najčešće vratara ili obrambenog igrača) koji je na svojoj polovici igrališta. U toj situaciji udarac iz kuta se izvađa na toj polovici igrališta, s kružnog luka koji je bio bliže lopti kada je prošla poprečnu crtu. Pri izvađanju protivnički igrači moraju biti najmanje 9,5 metara udaljeni od lopte dok ona ne bude u igri. Igrač koji je izveo udarac ne smije ponovno igrati loptom dok ona ne dodirne nekog drugog igrača. Udarac iz kuta može se izvesti po tlu ili po zraku i može se izravno postići pogodak.

## Vanjske poveznice
- Nogometni leksikon